# 中央军事委员会联合参谋部政治工作局
中央军事委员会联合参谋部政治工作局，位于北京市西城区，是中央军事委员会联合参谋部下属局，负责该部的政治工作。

## 沿革
1950年10月，成立中央军委直属政治部。1955年9月25日，中央军委直属政治部改称中国人民解放军总参谋部政治部。1960年12月10日，中国人民解放军总参谋部政治部改为中国人民解放军总直属队政治部。1962年12月25日，中国人民解放军总直属队政治部改称中国人民解放军总参谋部政治部。
2016年改革前，中国人民解放军总参谋部政治部下设：办公室、宣传部、组织部、干部部等。
在深化国防和军队改革中，2016年1月中国人民解放军总参谋部被撤销，组建中央军事委员会联合参谋部，下设中央军事委员会联合参谋部政治工作局。

## 机构设置
- 组织纪检处[7]

……

## 历任主任
中央军委直属政治部主任
- 吴涛（1951年2月—1955年9月）

中国人民解放军总参谋部政治部主任
- 吴涛 少将（1955年9月—1959年2月）
- 李逸民 少将（1959年2月—1960年12月）[8]

中国人民解放军总直属队政治部主任
- 黄火星 中将（1960年12月—1962年12月，兼任）[9]

中国人民解放军总参谋部政治部主任
- 黄火星 中将（1962年12月—1963年9月）[9]
- 叶运高 少将（1963年9月—1968年8月）
- 陈继德（1968年8月—1970年7月）
- 李伟（1970年7月—1972年12月）
- 彭清云（1972年12月—1975年9月）
- 丁莱夫（1975年9月—1977年10月）
- 迟浩田（1977年10月—1982年8月，兼任）
- 冯征（1982年8月—1985年1月）
- 魏金山（1985年2月—1985年7月）
- 赵丛 少将（1985年8月—1990年4月）
- 冯少武 少将（1990年4月—1992年11月）
- 胡贵友 少将（1992年11月—1995年8月）
- 张黎 少将（1995年8月—1998年8月）
- 谢作炎 少将（1998年8月—2005年7月）
- 朱清益 少将（2005年7月—2006年8月）
- 冯寿淼 少将（2006年8月—2008年8月）
- 孙健民 少将（2008年9月—2010年12月）
- 耿燎原 少将（2010年12月—2014年12月）[10]
- 杨传松 少将（2015年—2016年）[11]

| 中央军委联合参谋部政治工作局主任 | 中央军委联合参谋部政治工作局副主任 - 鲍廷祥 少将（2016年—） |